# Kapurthala
Kapurthala (en panyabí, ਕਪੂਰਥਲਾ) es una ciudad situada en el estado del Punyab, en la India. Según el censo de 2011, tiene una población de 98 916 habitantes.
Es el centro administrativo del distrito homónimo. Fue antiguamente la capital del principado del mismo nombre en la India Británica. Actualmente es uno de los distritos más pequeños de la India (tanto en superficie como en número de habitantes).
En la ciudad destaca la Sainik School, en lo que fue el palacio del marajá de Kapurtala, SAR marajá Jagatjit Singh. El palacio es espectacular y está inspirado en el Palacio de Versalles y el de Fontainebleau. Otros lugares de interés son los jardines de Shalimar, la mezquita, Panch Mandir ("cinco templos") y State Gurudwara.

#### Kapurthala Sainik School

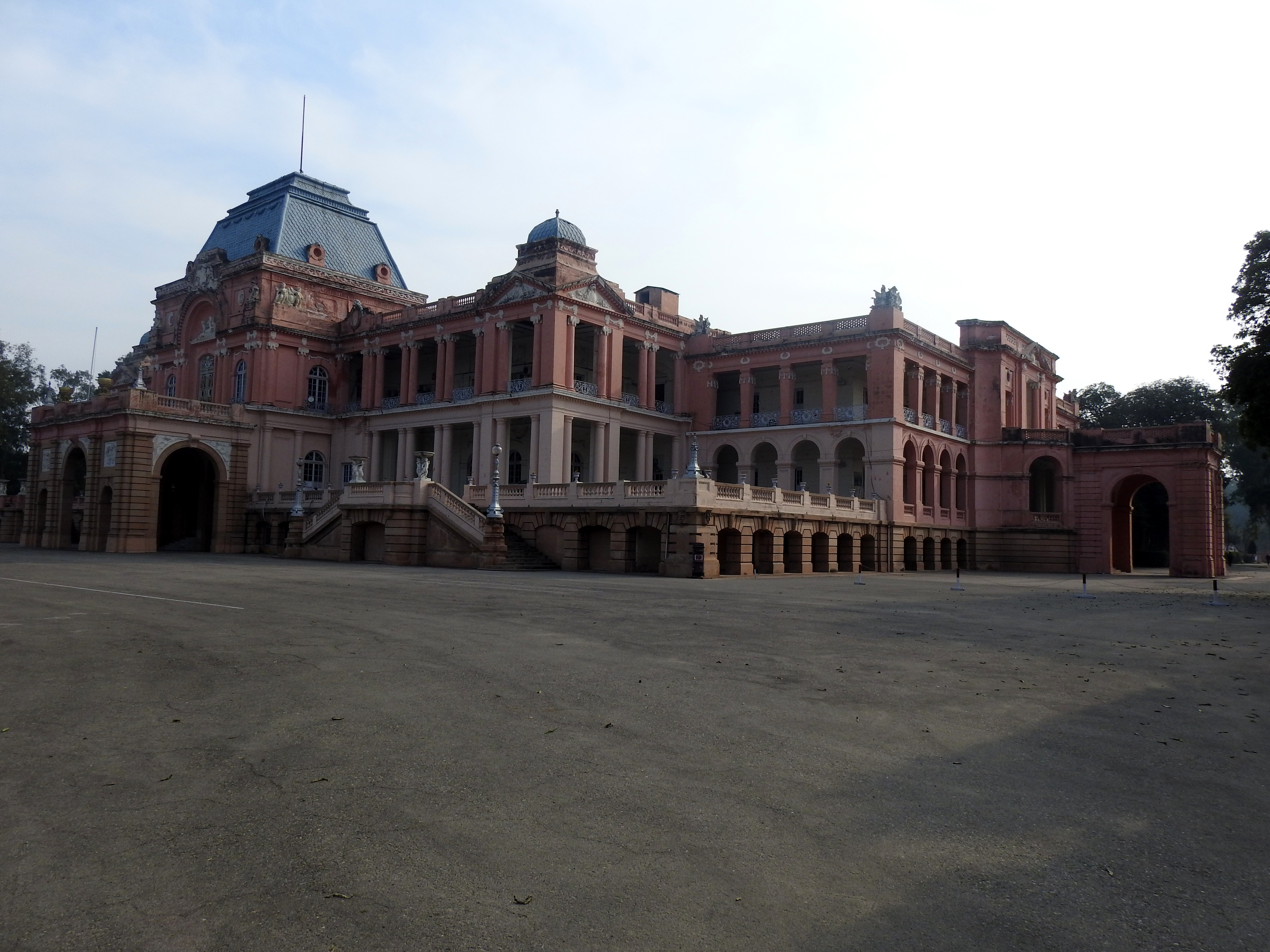
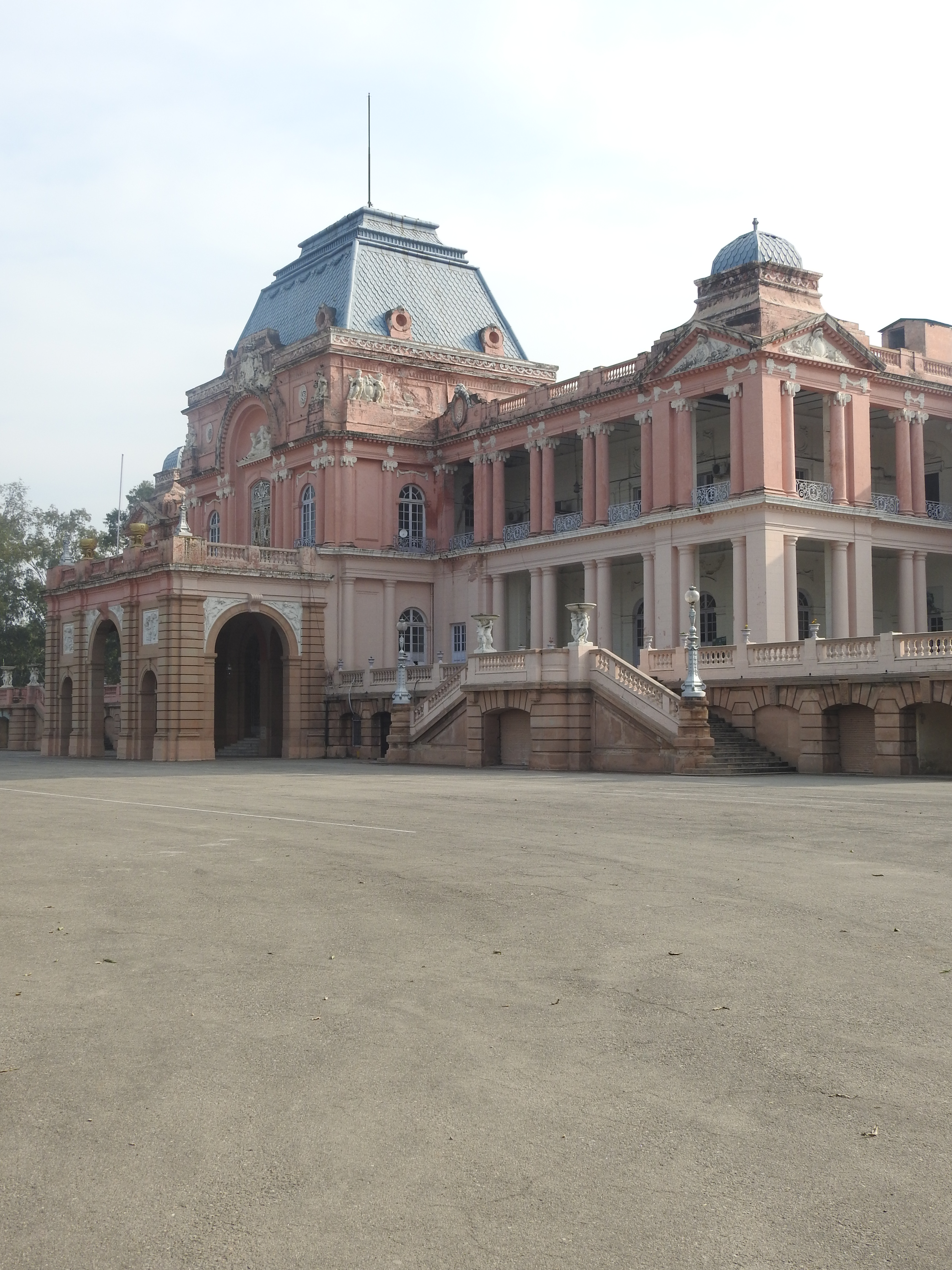
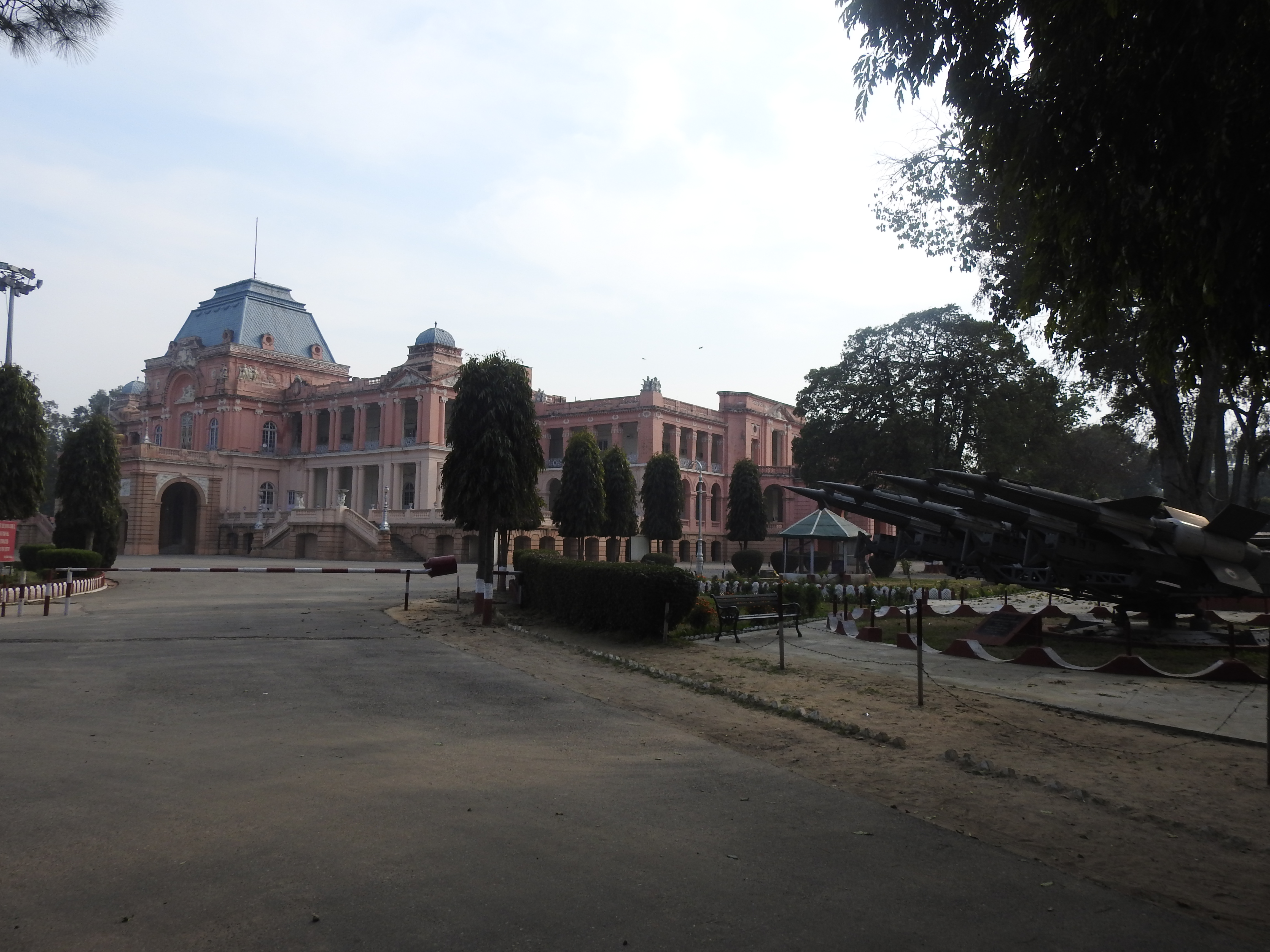
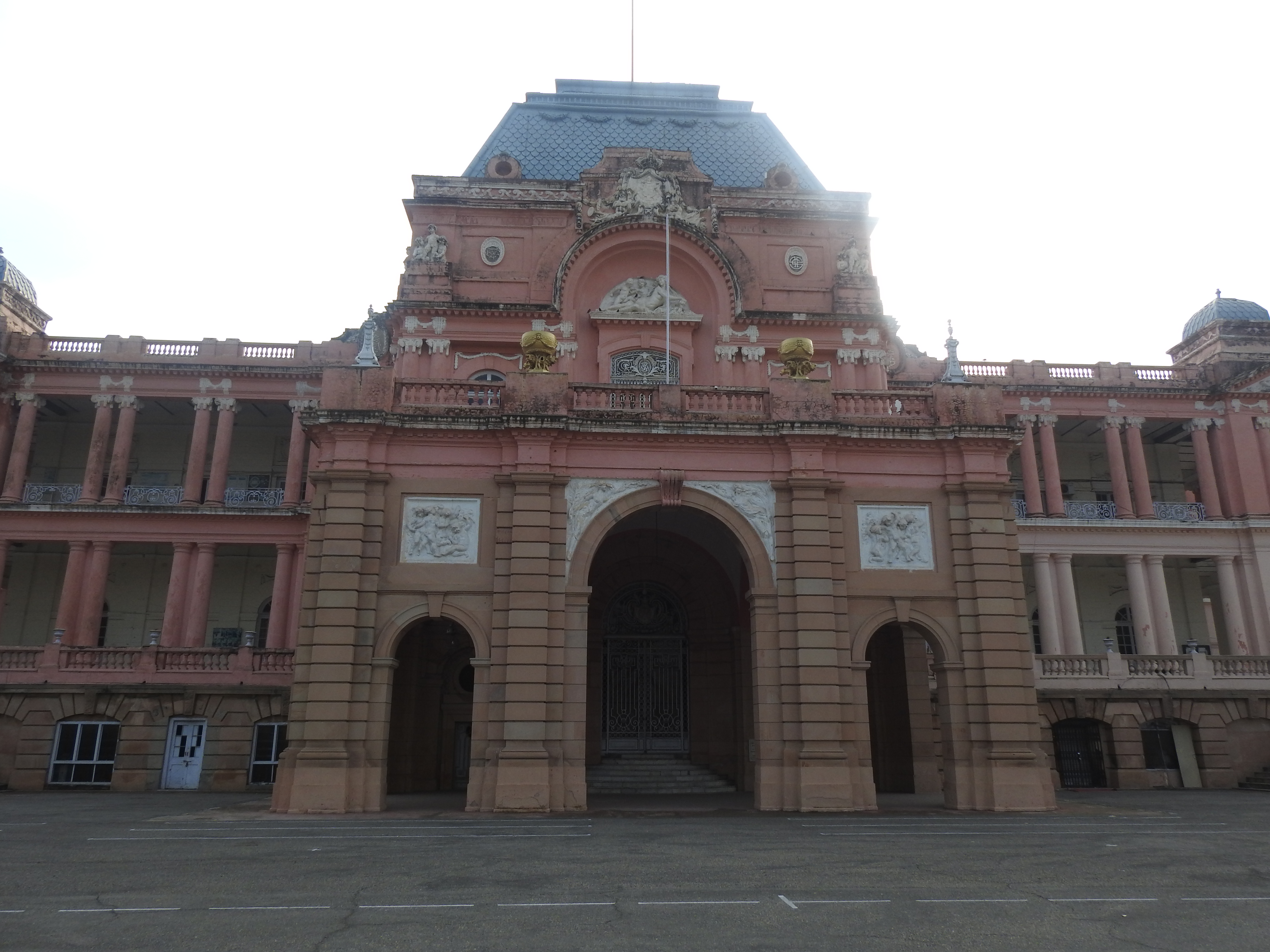
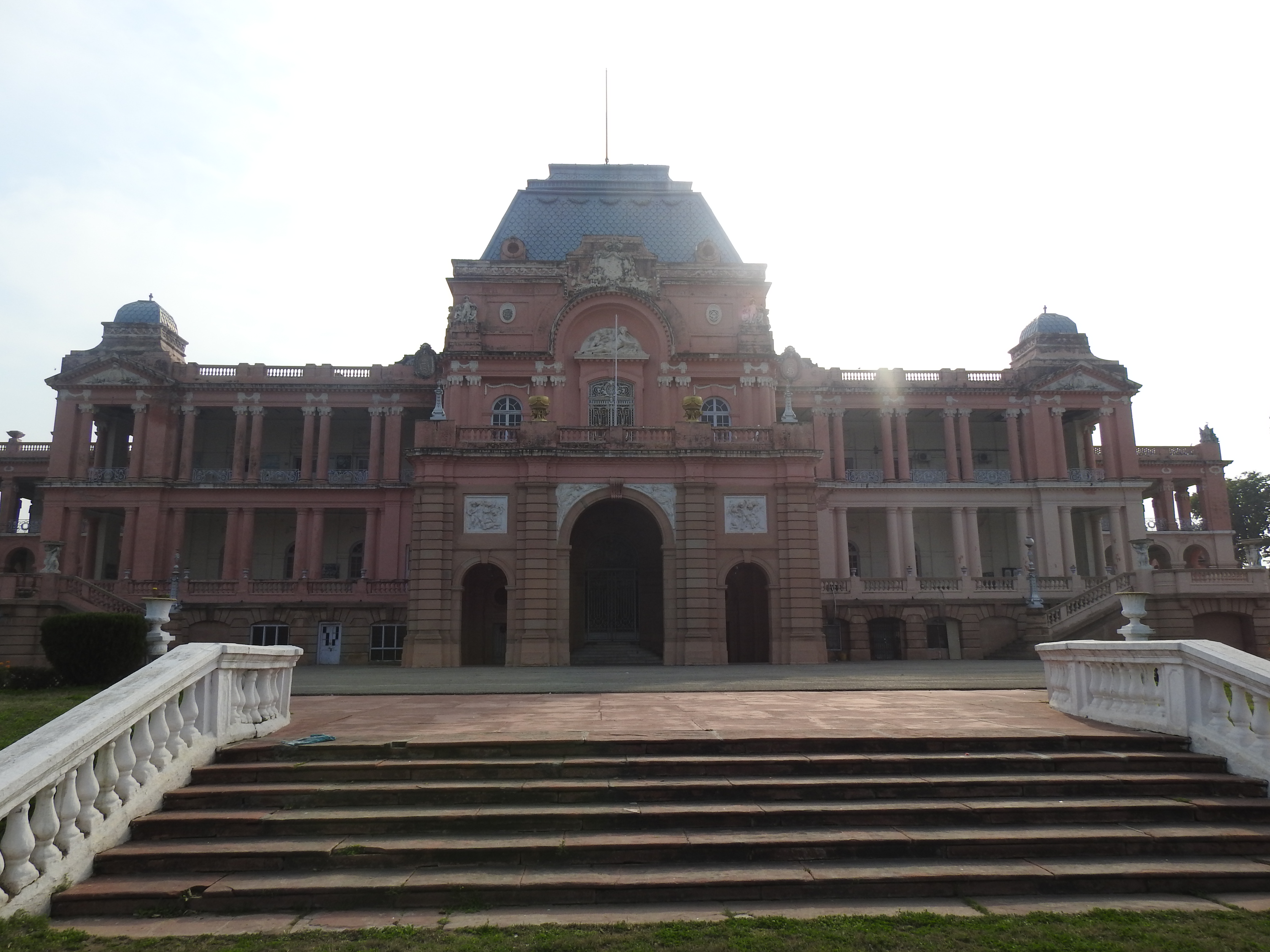
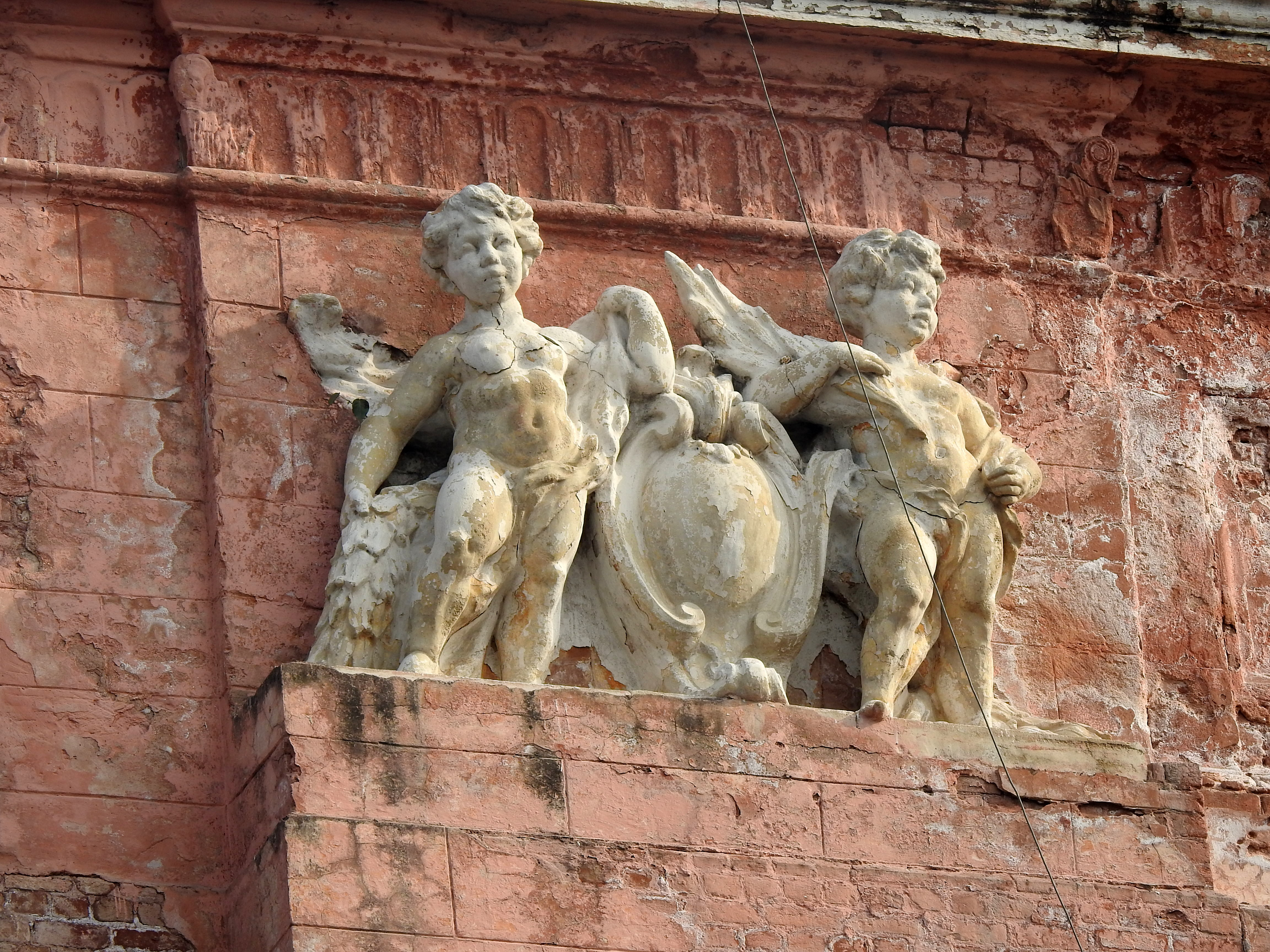

##### Nawab Jassa Singh Ahluwalia College

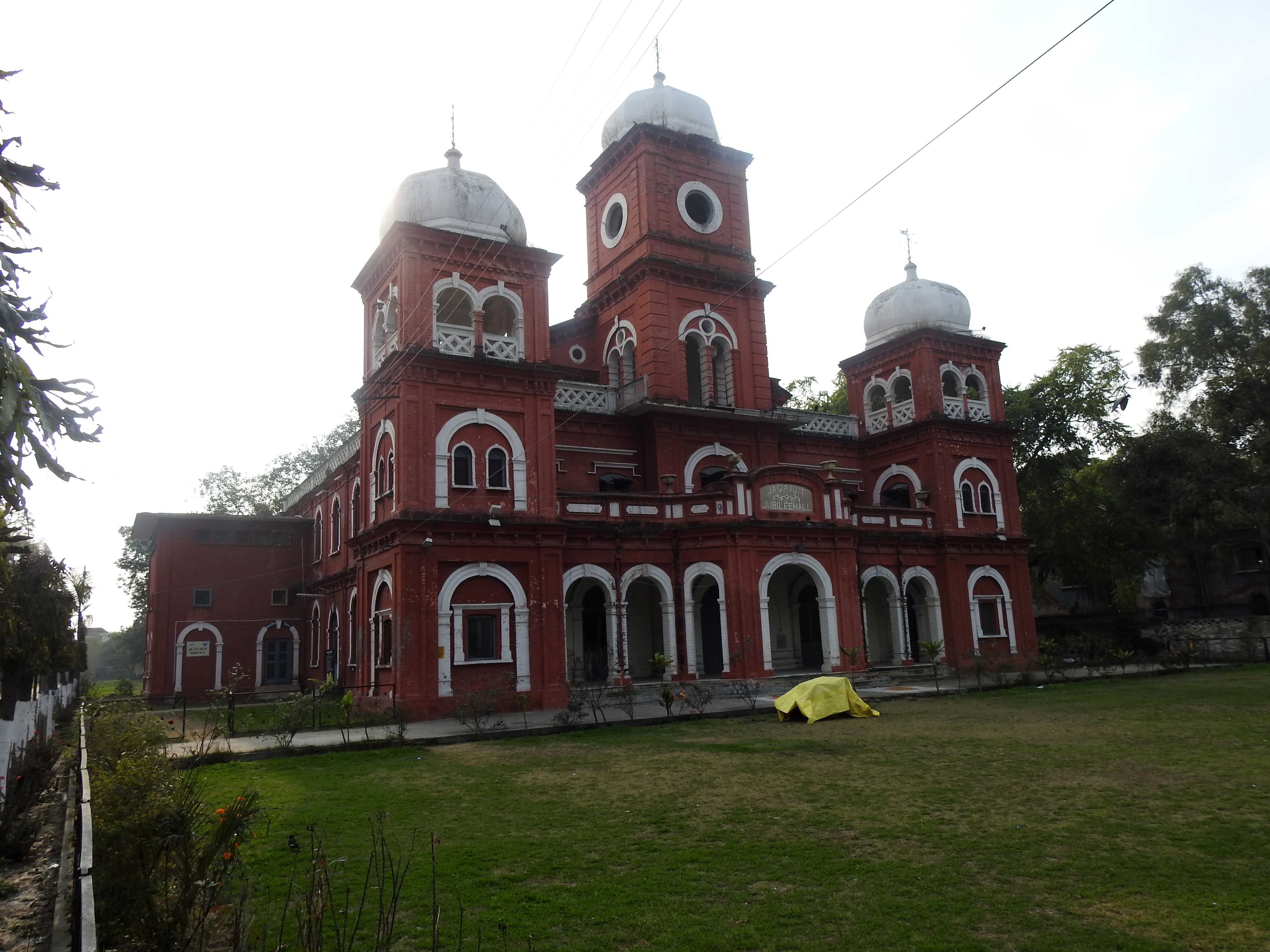
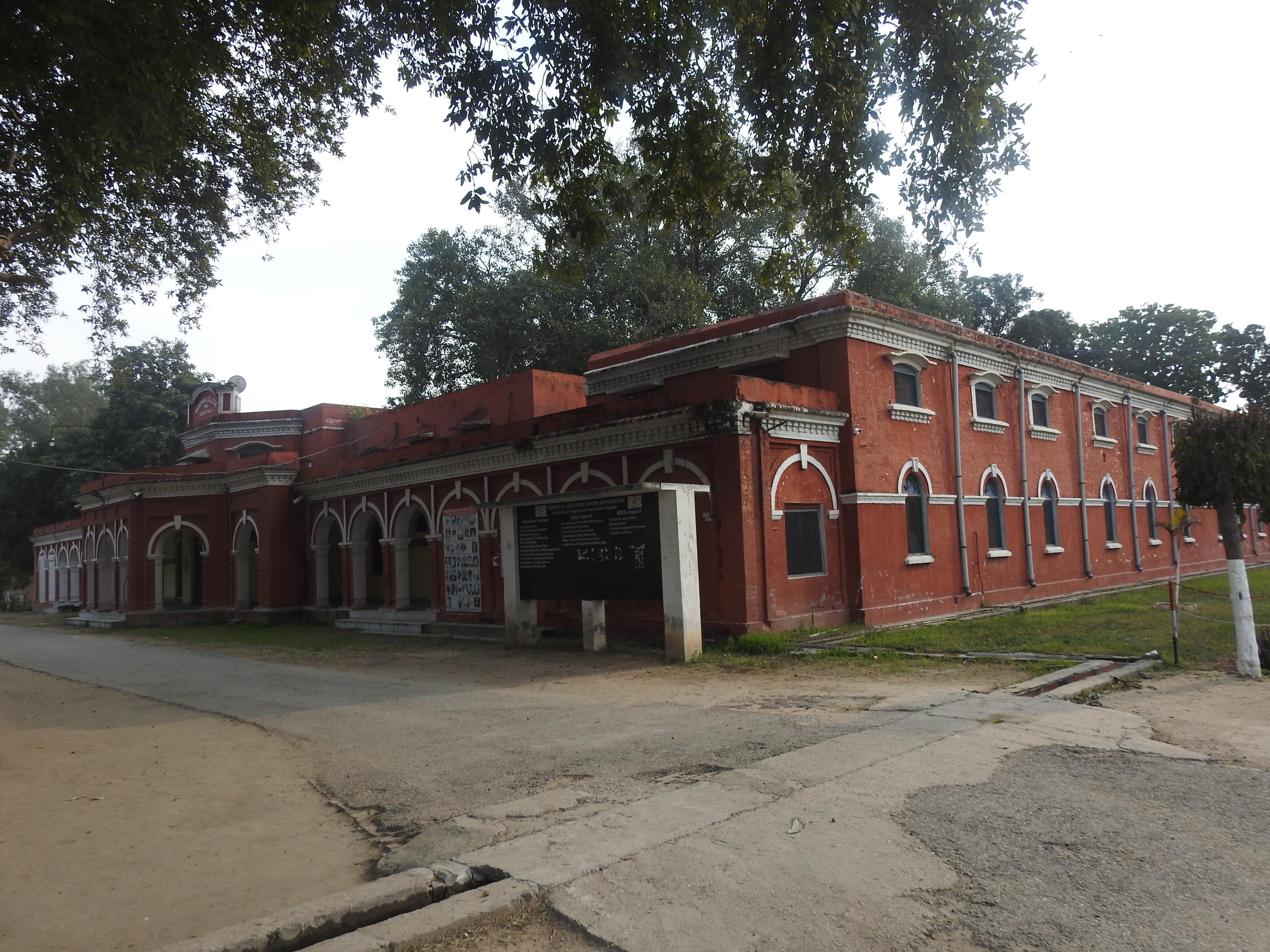

#### Moorish Mosque of Kapurthala

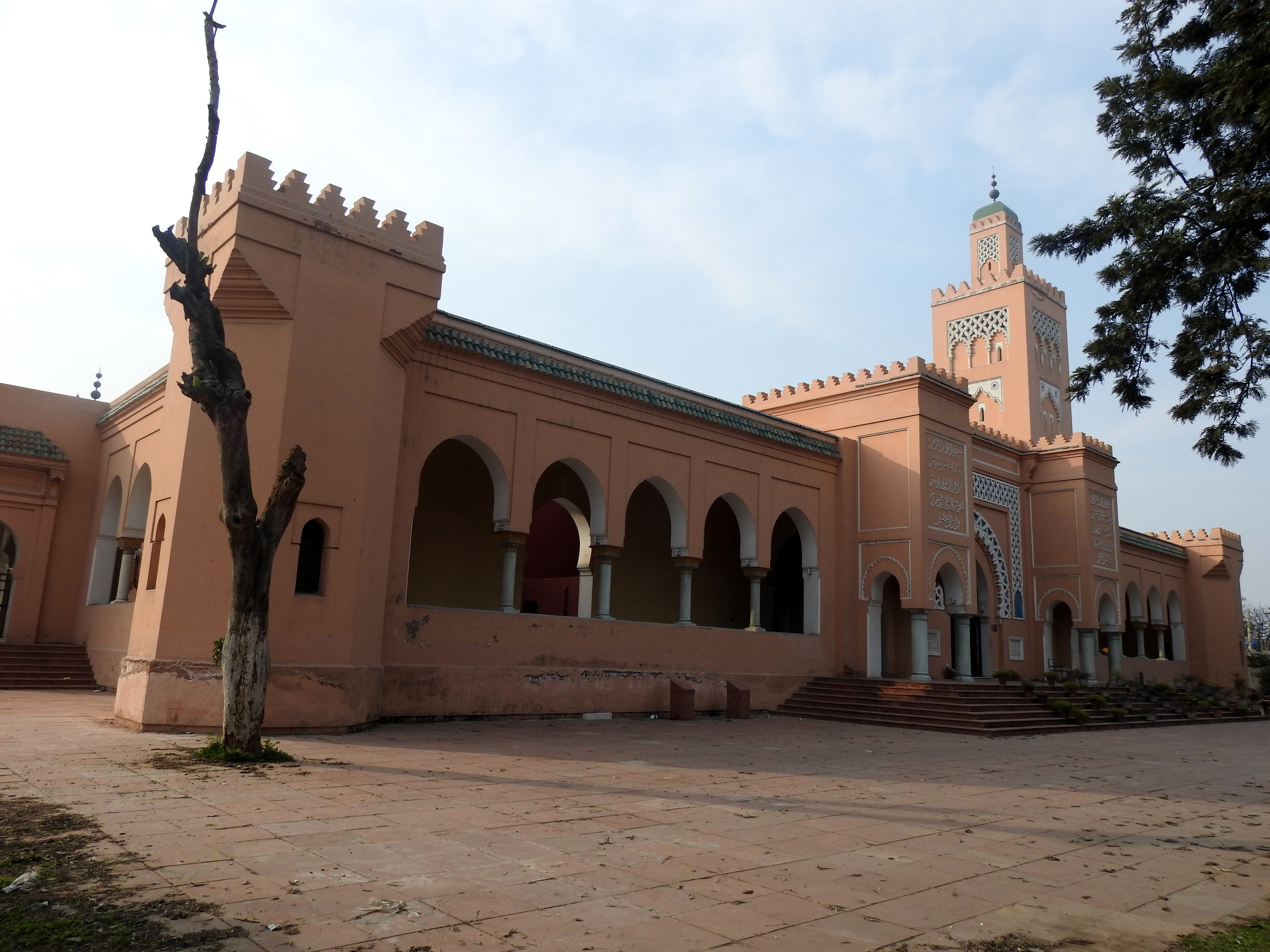
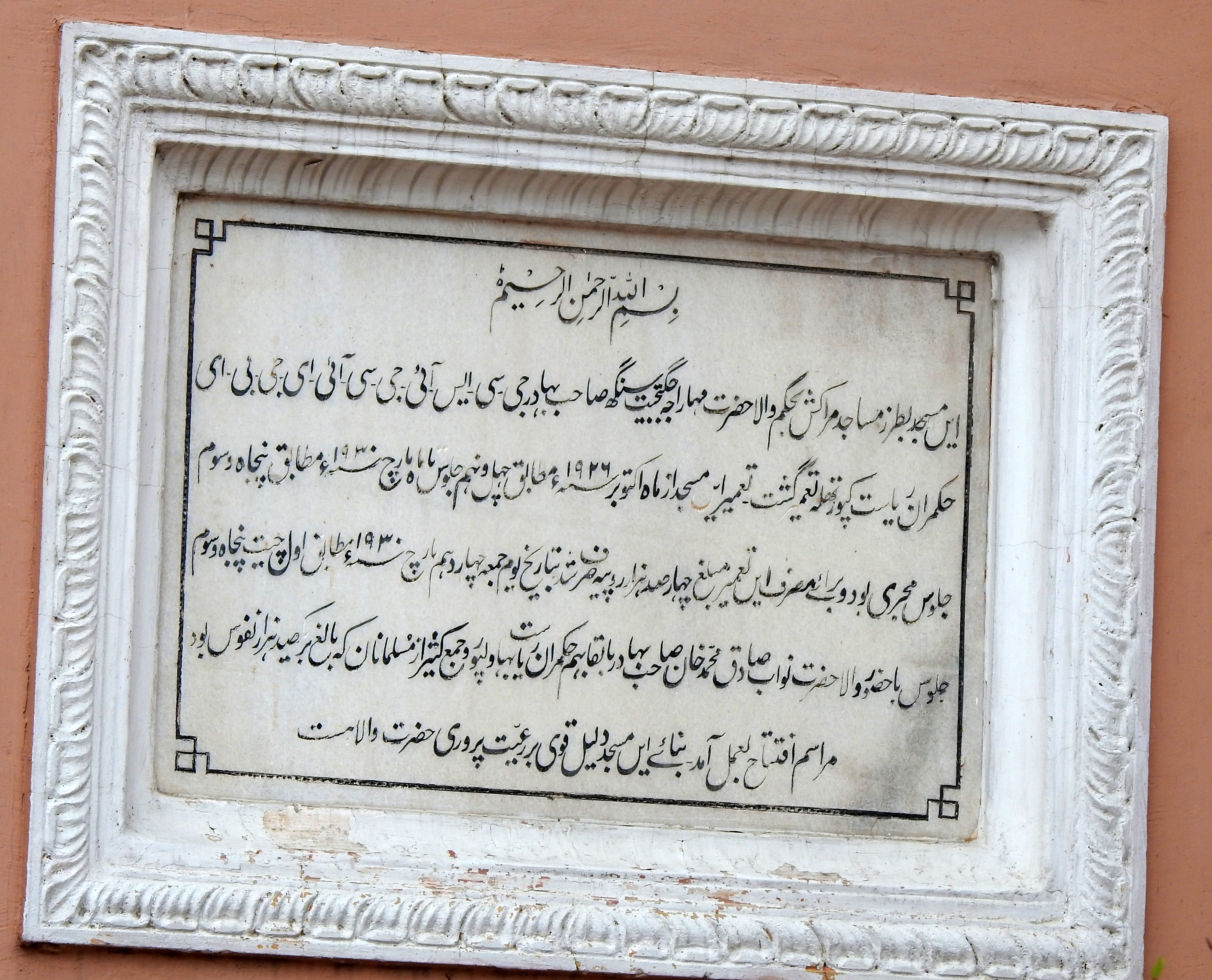
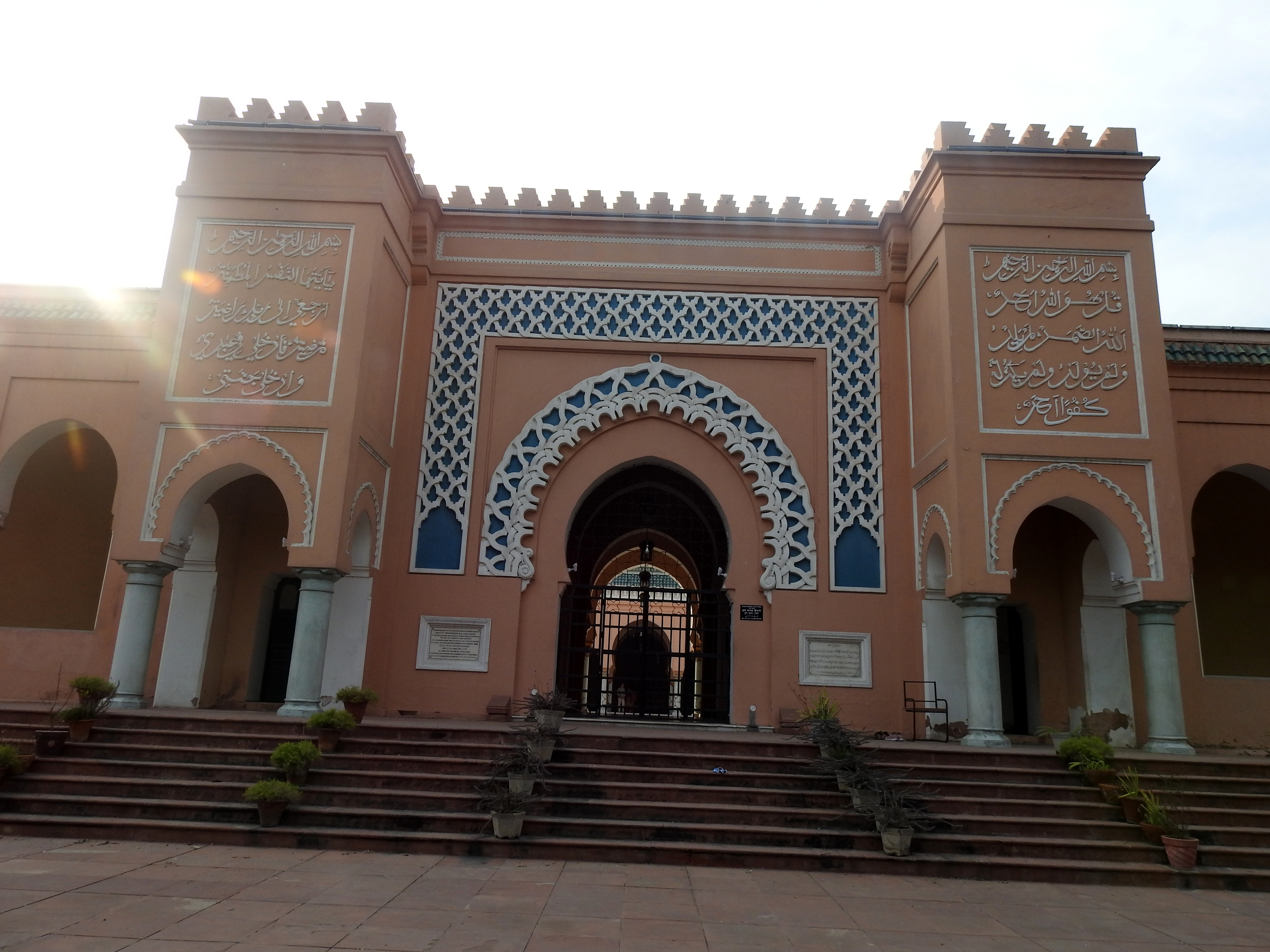
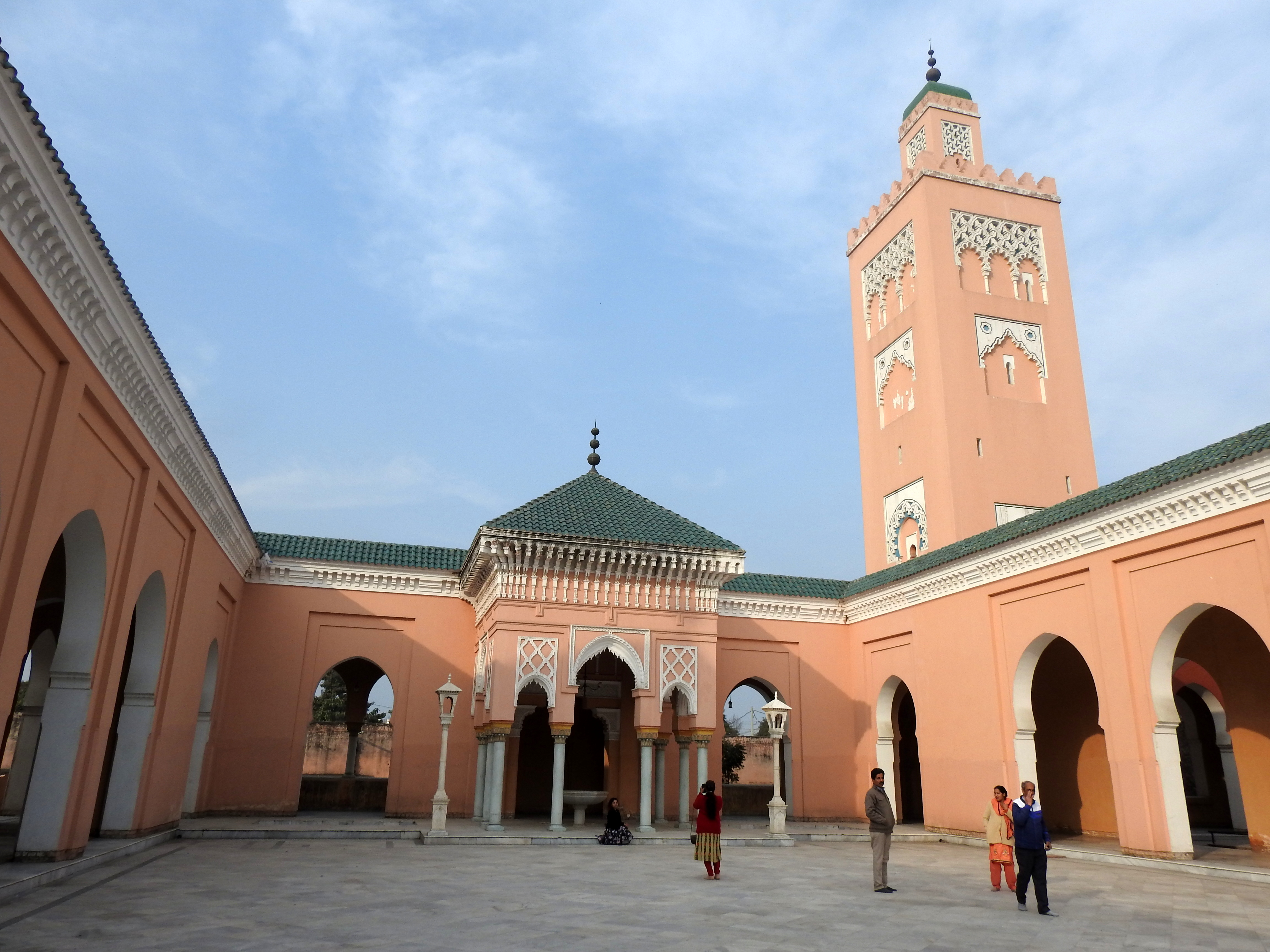
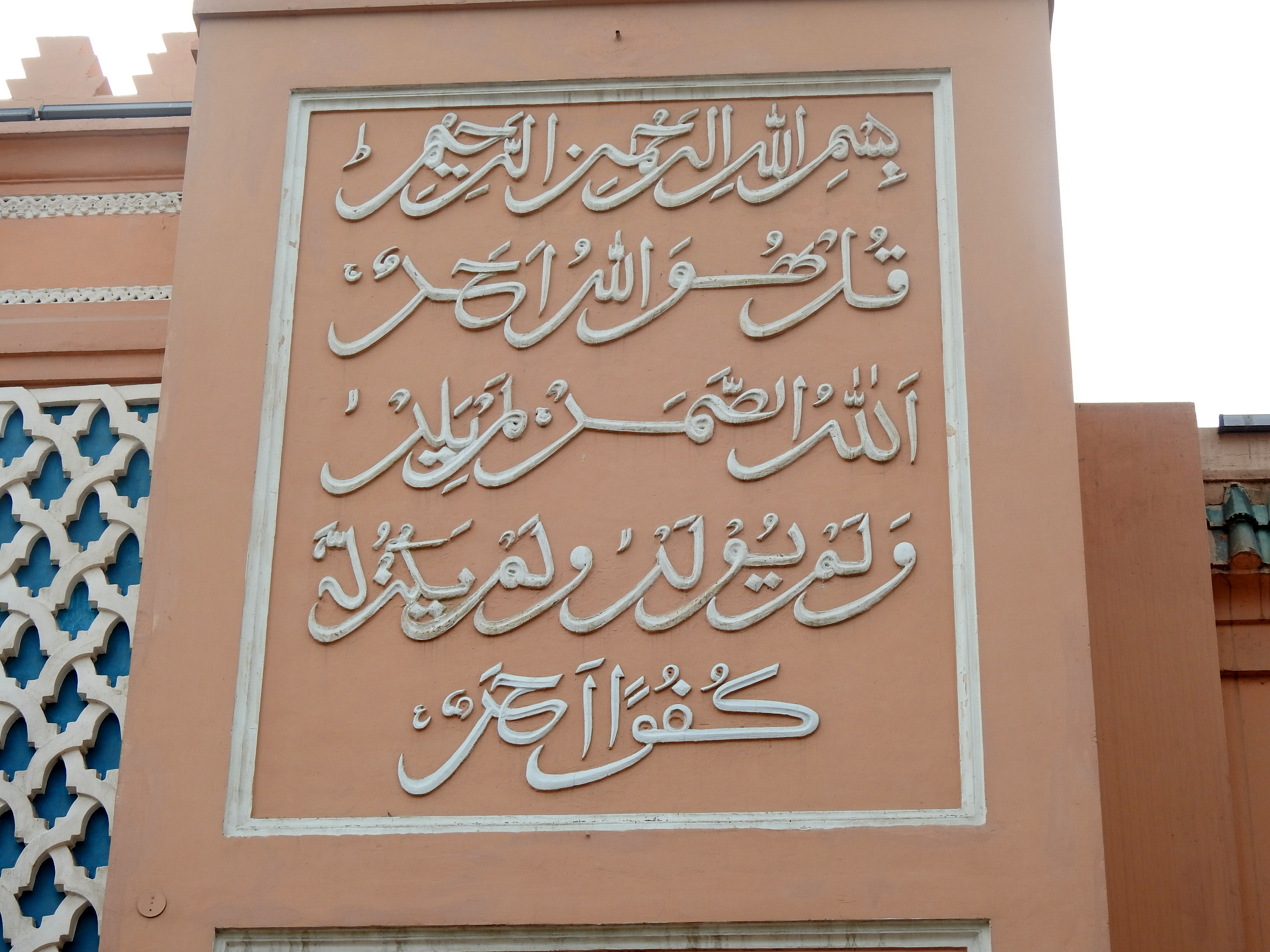
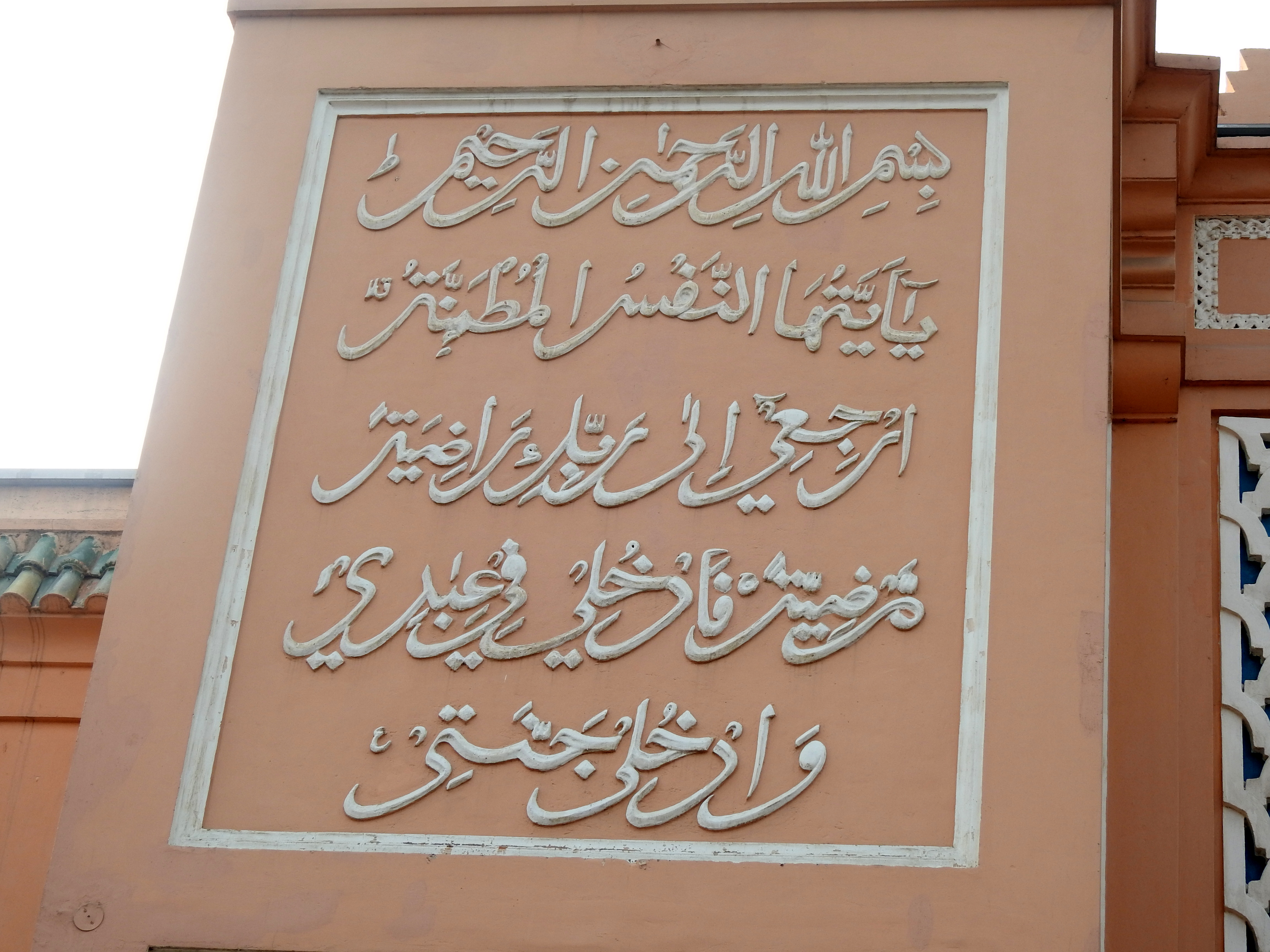